# Pablo Moreno Rebollo
Pablo Moreno Rebollo (Arganda del Rey, 19 de desembre de 1963) va ser un ciclista espanyol, que fou professional entre 1988 i 1992, sempre a l'equip Seur.

## Palmarès
- 1983
  -  Campió d'Espanya de Madison (Americana)
- 1984
  -  Campió d'Espanya de Persecució
- 1985
  -  Campió d'Espanya de Persecució por Equipos

### Resultats a la Volta a Espanya
- 1988. 110è de la classificació general
- 1989. 113è de la classificació general
- 1990. Abandona
- 1991. Abandona

### Resultats al Giro d'Itàlia
- 1992. Abandona

### Resultats al Tour de França
- 1990. 124è de la classificació general